# Trachea kollari
Trachea kollari är en fjärilsart som beskrevs av Gistl 1857. Trachea kollari ingår i släktet Trachea och familjen nattflyn. Inga underarter finns listade i Catalogue of Life.